# Electronic Sports World Convention

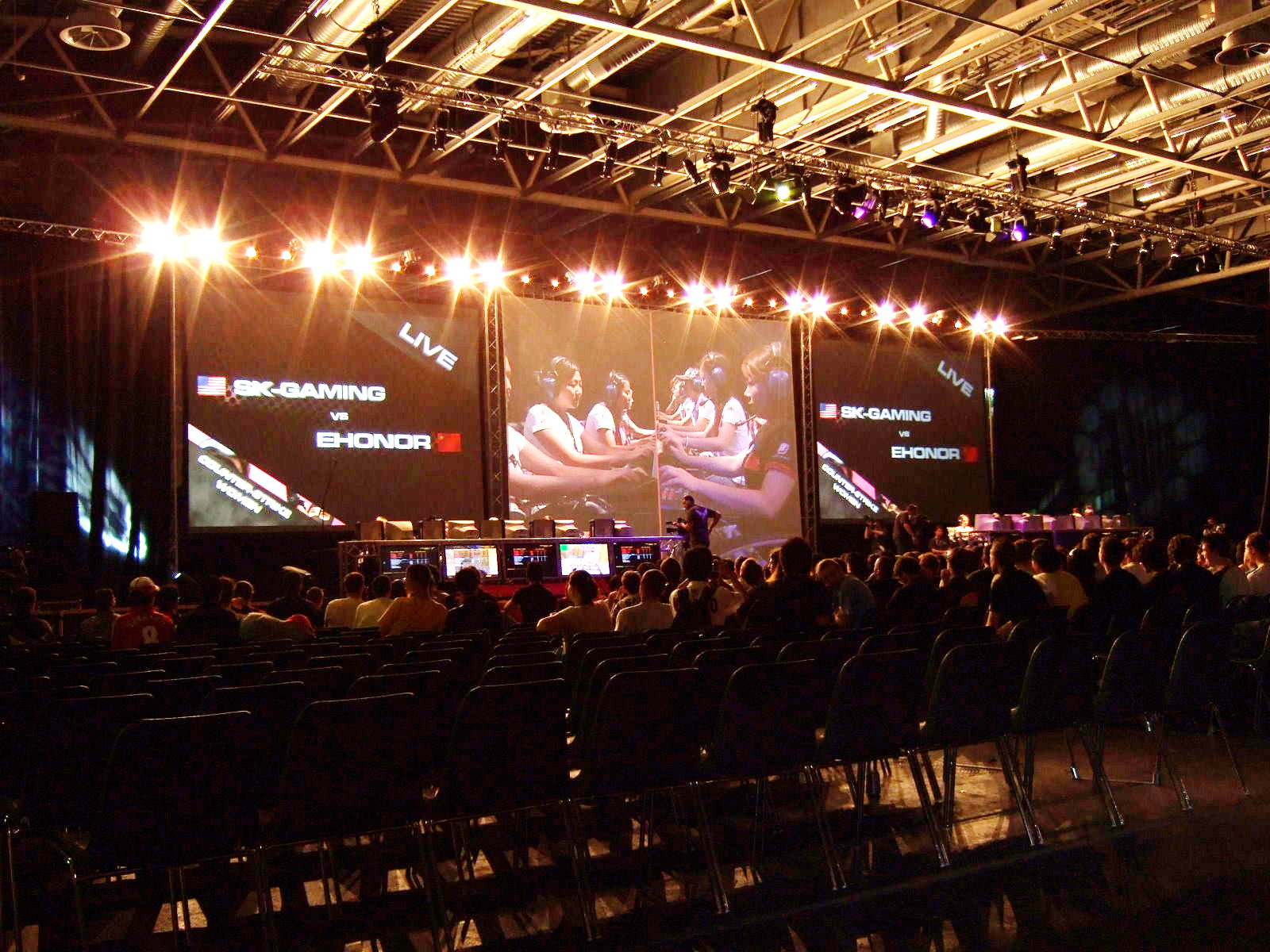

A Electronic Sports World Convention (cujo acrônimo é ESWC; anteriormente conhecida como Electronic Sports World Cup) é um campeonato internacional de esportes eletrônicos. Todos os anos, os vencedores dos eventos classificatórios nacionais em todo o mundo ganham o direito de representar seu país nas finais da ESWC.
A ESWC foi originalmente criada por uma empresa francesa, a Ligarena, que já havia hospedado eventos menores de rede local (LAN) na França sob o nome de LAN Arena. Em 2003, a Ligarena decidiu fazer algo em maior escala e nasceu a ESWC. Em 2005, a Ligarena tornou-se a Games-Services. Em 2009, a ESWC foi comprada por outra empresa francesa, a Games-Solution, que se tornou proprietária da marca. Em 2012, a Oxent, agência especializada em esportes eletrônicos, adquiriu a ESWC.
A primeira Electronic Sports World Cup foi realizada em 2003 com um total de 358 participantes de 37 países e uma premiação de € 150.000. Para participar do torneio, os competidores tinham que se classificar nas eliminatórias nacionais de seu país. Em 2006, o evento havia crescido para 547 participantes qualificados de 53 países e teve uma premiação de US$ 400.000. O evento também contou com a primeira competição com um jogo feito especificamente para ele: TrackMania Nations.